# Sabiñán
Sabiñán ist ein nordspanischer Ort und eine Gemeinde (municipio) mit 691 Einwohnern (Stand: 2024) im Westen der Provinz Saragossa und der Autonomen Region Aragonien. Der Ort gehört zur bevölkerungsarmen Serranía Celtibérica.

## Lage und Klima
Sabiñán liegt etwa 80 Kilometer (Luftlinie) westsüdwestlich von Saragossa in einer Höhe von 450 m am Río Jalón.
Das Klima ist gemäßigt bis warm; der eher spärliche Regen (ca. 447 mm/Jahr) fällt mit Ausnahme der eher trockenen Sommermonate übers Jahr verteilt.

## Bevölkerungsentwicklung
| Jahr      | 1970 | 1981 | 1991 | 2001 | 2011 | 2021 |
| Einwohner | 1416 | 1247 | 1056 | 914  | 747  | 686  |

Die Mechanisierung der Landwirtschaft, die Aufgabe bäuerlicher Kleinbetriebe und der damit verbundene Verlust von Arbeitsplätzen führten seit der Mitte des 20. Jahrhunderts zu einem deutlichen Rückgang der Bevölkerung (Landflucht).

## Sehenswürdigkeiten
- Michaeliskirche (Iglesia de San Miguel)
- Petruskirche (Iglesia de San Pedro Apostól) aus dem 17. Jahrhundert
- Kapelle San Roque
- Kapelle San Blas
- Kapelle San Vicente
- Kapelle Santa María
- Herrenhaus El Palacio de los Muñoz de Pamplona

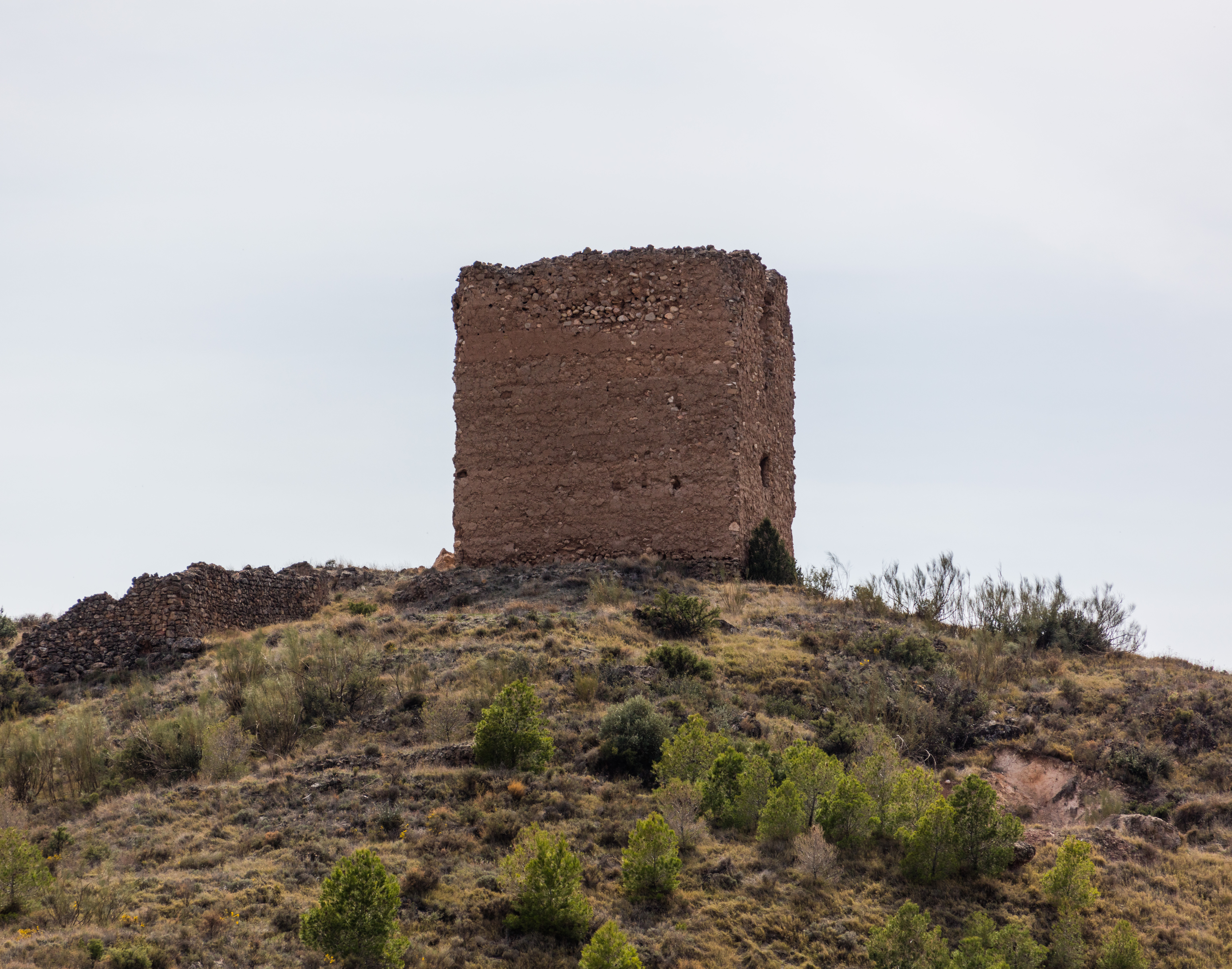
Turm Las Encantadas

- Turm Las Encantadas